# B. B. King
Pour les articles homonymes, voir King.
Ne doit pas être confondu avec Ben E. King.
B.B. King (pour Blues Boy), de son vrai nom Riley Ben King, né le 16 septembre 1925 à Itta Bena, dans le Mississippi aux États-Unis, et mort le 14 mai 2015 à Las Vegas, est un guitariste, compositeur et chanteur de blues américain. Il est considéré comme l'un des meilleurs musiciens de blues, et a eu une influence considérable sur de nombreux guitaristes.
Il est, avec Albert King et Freddie King, un des trois « kings » de la guitare blues.

## Biographie

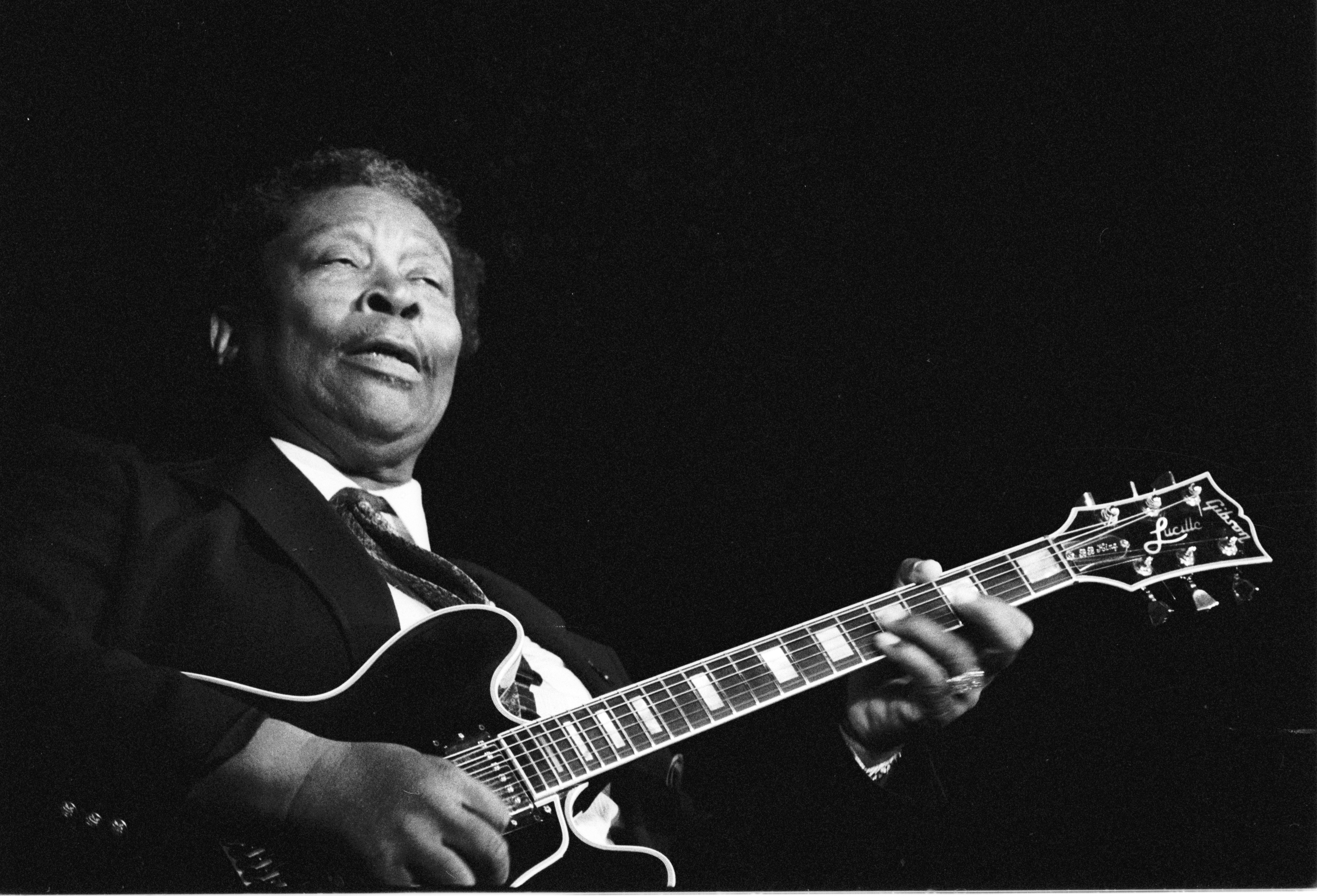
B. B. King en concert à Deauville le 29 octobre 1988.

### Jeunesse
Riley B. King est né le 16 septembre 1925 dans une plantation de coton située entre Itta Bena, et Indianola, il est le fils d'Albert Lee King et de Nora Ella King, un couple de métayers. Il a quatre ans quand sa mère quitte son père. Le garçon sera alors élevé par sa grand-mère maternelle, Elnora Farr, à Kilmichael.
Riley King chante dans le chœur gospel de l’Église baptiste Elkhorn de Kilmichael. Il aurait acheté sa première guitare à l'âge de 12 ans, d'autres sources indiquent que le guitariste Bukka White, cousin de sa mère, lui a donné sa première guitare. En 1943, King quitte Kilmichael pour travailler en tant que conducteur de tracteur et jouer de la guitare avec le Famous St. John's Quartet à Inverness (Mississippi) dans des églises et des radios locales.
En 1946, Riley King suit Bukka White à Memphis (Tennessee). King retourne au Mississippi rapidement, où il décide de s'entraîner en vue de prochains séjours. Il retourne à Memphis en 1948 et joue dans l'émission radio de Sonny Boy Williamson sur KWEM Radio (en), où il commence à se faire un public. Il est engagé au Sixteenth Avenue Grill  pour une émission de radio, King's Spot, qui connaît un franc succès.
Après avoir été deux ans DJ dans une radio de Memphis, il se fait appeler « Beale Street Blues Boy », raccourci en « Blues Boy », puis finalement en « B.B. ». Il y rencontre T-Bone Walker : « Dès que je l'ai entendu, j'ai su qu'il fallait que j'aie [une guitare électrique]. « Il fallait que j'aie », euphémisme pour « voler » ! »

### Apprentissage et influences
La première influence de B.B. King a été le gospel, dans lequel il baignait dans sa famille pieuse du sud des États-Unis. Il a ensuite entendu Blind Lemon Jefferson, duquel il a appris, à l'oreille, à jouer du blues traditionnel primitif. Il a ensuite découvert T-Bone Walker, qui jouait un blues plus complexe, utilisant des accords classiques du jazz, comme les accords de 9e de dominante. Il a ensuite appris du guitariste de jazz Charlie Christian, qui jouait dans l'orchestre de Benny Goodman, l'harmonie jazz, et en particulier l'utilisation des accords diminués. Il a finalement découvert Django Reinhardt, dont il a repris les mélodies chromatiques. Il reprend le son du bottleneck de Bukka White, en l'imitant avec les doigts, pour incorporer le bend et surtout son fameux vibrato à son jeu de guitare. Ces cinq musiciens ont été ses idoles tout au long de sa carrière. Il indique en outre avoir étudié des méthodes écrites pour apprendre les gammes et les positions d'accords, choses inconnues des premiers musiciens de blues. Il connaît donc très bien le solfège, les gammes et la formation des accords.

### Carrière
Après un premier 78 tours peu remarqué pour le label de Nashville Bullet Records, B. B. King enregistre en 1949 pour RPM Records. La plupart de ces premiers enregistrements sont produits par Sam Phillips, futur créateur du label Sun.
B.B. King monte son orchestre, le « B.B. King Review », sous la direction de Millard Lee. À l'origine, on y trouvait Calvin Owens et Kenneth Sands (trompettes), Lawrence Burdin (saxophone alto), George Coleman (saxophone ténor), Floyd Newman (saxophone baryton), Millard Lee (piano), George Joyner (basse) et Earl Forest et Ted Curry (batterie). Onzie Horne arrangeait les compositions de King, qui, de son propre aveu, avait du mal avec les accords et se reposait sur l'improvisation. Il joue dans tous les États-Unis, dans de petits clubs mais aussi dans de grandes salles.
En février 1952, son 3 O'Clock Blues atteint la première place au classement Billboard Rhythm. B. B. King devient ainsi un des plus importants acteurs de la musique rhythm and blues, avec des succès tels que You Know I Love You, Woke Up This Morning, Please Love Me, When My Heart Beats like a Hammer, Whole Lotta Loving, You Upset Me Baby, Every Day I Have the Blues, Sneakin' Around, Ten Long Years, Bad Luck, Sweet Little Angel, Sweet sixteen, Three O'Clock Blues et Please Accept My Love. Ses revenus augmentent significativement, passant de 85 $ à 2 500 $ par semaine, il joue dans des salles prestigieuses telles que le Howard Theater (en) à Washington ou l'Apollo Theater à New York.
En 1956, il donne pas moins de 342 concerts et fonde son label « Blues Boys Kingdom », basé à Beale Street à Memphis, où il produit des artistes comme Millard Lee ou Levi Seabury.

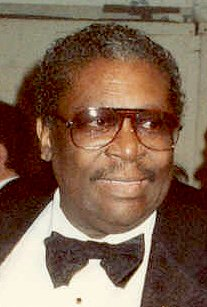
B. B. King en 1990.

En 1962, il signe avec ABC-Paramount Records, plus tard absorbé par MCA Records. En novembre 1964, il enregistre son album « live » le plus connu Live At the Regal, au Regal Theater de Chicago.
B. B. King trouve le succès hors du monde du blues avec le titre The Thrill Is Gone, en 1969. Il est alors reconnu par les jeunes musiciens américains et anglais de la musique rock, il assure la première partie des Rolling Stones pendant leur tournée américaine de la même année.
De 1951 à 1985, B. B. King apparaît 74 fois dans les classements R&B du Billboard.
En 1988, il touche une nouvelle génération grâce au titre When Love Comes to Town, avec le groupe U2, sur leur album Rattle and Hum. Dans le film homonyme, il fait une émouvante apparition sur scène aux côtés de Bono, puis en lisant les paroles du titre When Love Comes To Town, un très beau texte selon lui mais pour lequel il trouve Bono trop jeune. En 2000, B. B. King enregistre avec Eric Clapton l'album Riding With the King.
Bien plus que de suivre la voie de son idole T-Bone Walker, B. B. King a su créer son propre son grâce à un toucher inimitable, semblant donner une réelle personnalité à sa guitare. Son style a influencé de nombreux bluesmen de la génération suivante, comme Eric Clapton, Mike Bloomfield et Duane Allman.

### Tournée d'adieux

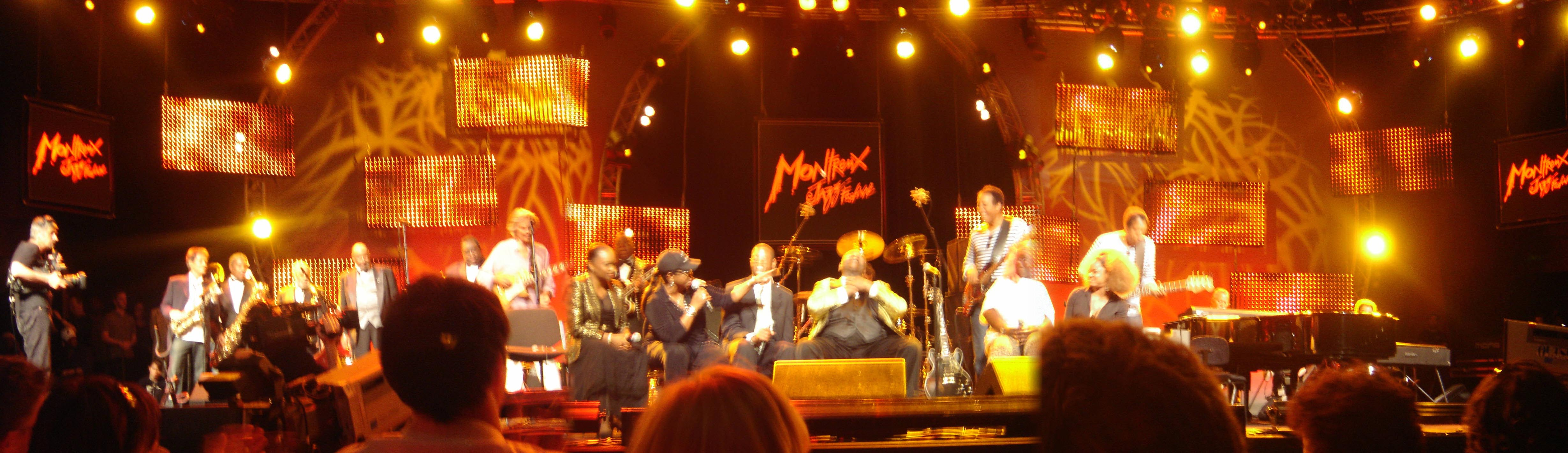
En concert à Montreux en juillet 2006.

Âgé alors de 80 ans, B. B. King commence sa tournée européenne d'adieux par un concert à la Hallam Arena (Sheffield, Royaume-Uni) le 29 mars 2006, accompagné de Gary Moore, avec qui il a déjà enregistré - notamment Since I Met You Baby - et organisé des tournées. Le volet britannique de cette tournée s'achève avec un concert le 4 avril à l'Arena de Wembley.
En juillet, il revient faire ses adieux à la Suisse, avec deux concerts, les 2 et 3 juillet, au 40e édition du Festival de jazz de Montreux et un autre à Zurich, le 14 juillet, au Blues at Sunset. Lors du festival de Montreux, il se produit à l'auditorium Stravinsky en compagnie de Joe Sample, Randy Crawford, David Sanborn, Gladys Knight, Leela James, Earl Thomas, Stanley Clarke, John McLaughlin, Barbara Hendricks et George Duke. Le 17 septembre, au lendemain de son 81e anniversaire fêté avec sa famille venue des USA pour l'occasion, il est au Zénith de Paris pour un concert en deux parties, la première avec son big band et la seconde, plus intimiste, où il chante assis entre son guitariste et son bassiste, devant cinq mille spectateurs. La tournée européenne prend fin le 19 septembre au Luxembourg (D'Coque).
De novembre à décembre 2006, B. B. King donne six concerts au Brésil. Le 29 novembre à São Paulo, lors d'une conférence de presse, à un journaliste qui lui demande si c'est sa dernière tournée d'adieux, il répond : « Un de mes acteurs préférés est écossais, il s'appelle Sean Connery. La plupart d'entre vous le connaissent dans son rôle de James Bond, 007. Un de ses films s'appelle Never Say Never Again ».

### Retours
À 83 ans, B.B. King se produit le 22 juillet 2009 à Paris, au Palais des congrès, avant d'assurer un concert à Cognac le lendemain, dans le cadre du festival Blues Passions. À cette occasion, B. B. King est honoré par la municipalité en devenant « citoyen d'honneur » de la ville, tandis qu'une rue porte désormais son nom. Sa première participation au festival datait de 1995. Le 27 mai 2010, B.B. King se produit à Rabat (Maroc) au Festival Mawazine.
Le 26 juin 2010, il participe à Chicago au Crossroads Guitar Festival 2010, organisé par Eric Clapton avec de nombreux autres artistes.
Le 30 juin 2011, il joue au Grand Rex, à Paris, ainsi que le 2 et le 3 juillet, avec Carlos Santana, au Montreux Jazz Festival. Le 21 juillet, il ouvre le festival de jazz de San Sebastián avec un concert gratuit sur la plage de la Zuriola.
Il donne également un concert le 9 juillet 2012 au Grand Rex, à Paris.

### Mort
Il meurt le 14 mai 2015 à Las Vegas,. Sa santé avait décliné durant l'année précédente, il souffrait également de diabète. Peu après son décès, deux de ses filles accusent son gestionnaire et son assistant de l'avoir empoisonné, le procureur de l'État du Nevada ordonne une autopsie du défunt ; elle aboutit à la conclusion qu'il n'avait pas été empoisonné et que les causes de sa mort étaient naturelles.
De nombreux artistes tels que Ringo Starr, Eric Clapton, notamment en introduction de son film autobiographique « la vie en blues » ou encore Snoop Dogg ont rendu hommage à l'artiste sur les réseaux sociaux[réf. nécessaire].
Le 15 mai 2015, au lendemain de sa disparition, lors du deuxième concert de leur tournée Innocence + Experience Tour à Vancouver au Canada, les membres de U2 ont rendu hommage à BB King en interprétant When Love Comes to Town, le titre qu'ils avaient enregistré en duo avec lui pour l'album Rattle And Hum sorti en 1988.

« C'est un moment très spécial pour tous les amateurs de blues, car c'est aujourd'hui que le monde doit dire au revoir à BB King. C'est une occasion très spéciale en effet. »

— Bono, annonçant le morceau qu'ils allaient jouer pour la première fois sur scène depuis 23 ans.
Les funérailles ont eu lieu à l’Église baptiste missionnaire de Bell Grove à Indianola, le 30 mai .

## Récompenses

### Divers
- 1980 : introduction au Blues Hall of Fame
- 1987 : introduction au Rock & Roll Hall of Fame[23]
- 1990 : National Medal of Arts[24]
- 1991 : National Heritage Fellowship (en), décerné par le National Endowment for the Arts[25]
- 1995 : Kennedy Center Honors
- 2004 : prix Polar Music décerné par l'Académie royale de musique de Suède
- 2006 : médaille présidentielle de la Liberté décernée par George W. Bush[26]
- 2007 : docteur honoraire en musique à l'université Brown[27]
- 2008 : B. B. King reçoit les clés de la ville d'Utica

En 2003, Rolling Stone l'a classé 3e meilleur guitariste de tous les temps ainsi que Time, et Gibson 17e meilleur guitariste en 2010.

### Grammy Awards
B. B. King a obtenu plusieurs Grammy Awards :
- 1971 : Grammy Award de la meilleure prestation vocale R&B masculine pour The Thrill Is Gone
- 1982 : Grammy Award for Best Ethnic or Traditional Folk Recording (en) pour There Must Be a Better World Somewhere
- 1984 : Grammy Award du meilleur album de blues traditionnel pour Blues 'n Jazz
- 1986 : Grammy Award du meilleur album de blues traditionnel pour My Guitar Sings the Blues
- 1991 : Grammy Award du meilleur album de blues traditionnel pour Live at San Quentin
- 1992 : Grammy Award du meilleur album de blues traditionnel pour Live at the Apollo
- 1994 : Grammy Award du meilleur album de blues traditionnel pour Blues Summit
- 1997 : Grammy Award for Best Rock Instrumental Performance pour SRV Shuffle
- 2000 : Grammy Award du meilleur album de blues traditionnel pour Blues on the Bayou
- 2001 : Grammy Award du meilleur album de blues traditionnel pour Riding with the King
- 2001 : Grammy Award for Best Pop Collaboration with Vocals (en) pour Is You or Is You Ain't (Baby)
- 2003 : Grammy Award du meilleur album de blues traditionnel pour A Christmas Celebration of Hope
- 2003 : Grammy Award for Best Pop Instrumental Performance (en) pour Auld Lang Syne
- 2006 : Grammy Award du meilleur album de blues traditionnel pour 80
- 2009 : Grammy Award du meilleur album de blues traditionnel pour One Kind Favor

En 1987, il obtient un Grammy Lifetime Achievement Award.
En 1998, il reçoit un Grammy Hall of Fame Award pour The Thrill Is Gone.

## Hommages
Un musée, le B.B. King Museum and Delta Interpretive Center (en), lui est consacré à Indianola, ville proche de son village natal, dans le Mississippi.

## «Lucille»

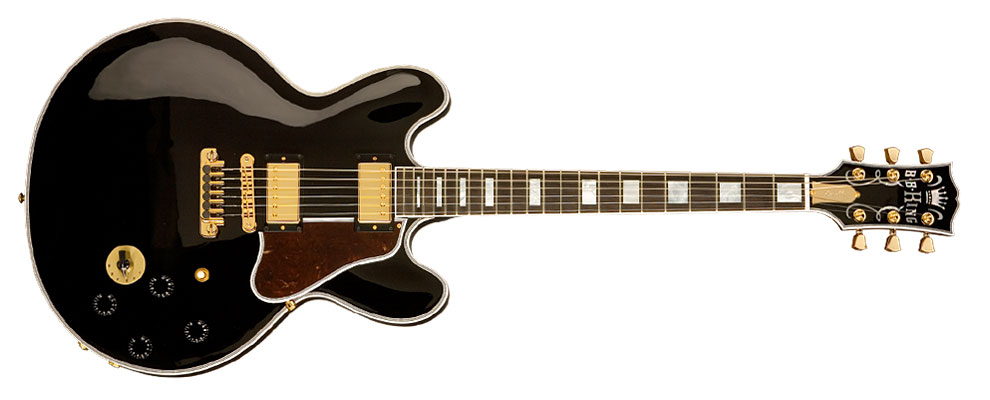
Une Gibson BB KING Lucille Signature.

B. B. King raconte qu'en 1949, il jouait dans un « dance hall » de Twist, Arkansas (en) lorsqu'une bagarre éclata entre deux hommes . Elle fut tellement violente qu'un poêle qui chauffait la pièce fut renversé et le bar prit feu. Paniqué, tout le monde prit la fuite tandis que les deux hommes essayaient d'éteindre les flammes, mais, arrivé dehors, King se rendit compte qu'il avait laissé sa guitare à l'intérieur. Sachant qu'il lui faudrait plusieurs mois pour réunir les 30 dollars nécessaires pour la remplacer, le futur roi du blues retourna dans le bar en flammes pour retrouver sa guitare et en ressortit in extremis. Il apprit par la suite que les deux hommes, retrouvés morts le lendemain dans les décombres, s'étaient battus au sujet d'une femme prénommée Lucille. Il décida alors d'appeler sa guitare Lucille afin de toujours se souvenir de ne pas agir stupidement dans la vie. Un album de 1968, Lucille, porte le nom de sa guitare.
Une guitare « Lucille » a été créée en série par Gibson. Elle a la particularité de ne pas avoir d'ouïe pour une guitare demi-caisse. La table est en érable laminé, ce qui lui donne un son plus claquant que les hollowbody standard. Par la suite, Épiphone décida de commercialiser une réplique de la guitare pour un prix trois fois moins cher que la version de Gibson.
Un bar à Moscou s'est donné le nom de Lucille en son honneur.
Le manga Beck s'inspire de cette histoire pour la guitare du même nom.
Dans The Walking Dead, Negan a baptisé du même nom sa batte de base-ball entourée de fil barbelé.

## Discographie

### Albums studio
- Singin' the Blues (1956)[34]
- The Blues (1958)
- B.B. King Wails (1959)
- King of the Blues (1960)
- Sings Spirituals (en) (1960)
- The Great B.B. King (1960)
- My Kind of Blues (1961)
- Blues For Me (1961)
- Blues in My Heart (1962)
- Easy Listening Blues (1962)
- B.B. King (1963)
- Mr. Blues (1963)
- Confessin' the Blues (1966)
- Blues on Top of Blues (en) (1968)
- Lucille (1968)
- Live & Well (en) (1969)
- Completely Well (en) (1969)
- Indianola Mississippi Seeds (en) (1970)
- B.B. King in London (en) (1971)
- L.A. Midnight (en) (1972)
- Guess Who (en) (1972)
- To Know You Is to Love You (1973)
- Friends (1974)
- Lucille Talks Back (en) (1975)
- King Size (en) (1977)
- Midnight Believer (en) (1978)
- Take It Home (en) (1979)
- There Must Be a Better World Somewhere (en) (1981)
- Love Me Tender (1982)
- Blues 'N' Jazz (en) (1983)
- Six Silver Strings (en) (1985)
- King of the Blues: 1989 (1988)
- There Is Always One More Time (en) (1991)
- Blues Summit (1993)
- Lucille & Friends (en) (1995)
- Deuces Wild (1997)
- Blues on the Bayou (en) (1998)
- Let the Good Times Roll (1999)
- Makin' Love Is Good for You (en) (2000)
- Riding with the King (2000, avec Eric Clapton)
- A Christmas Celebration of Hope (en) (2001)
- Reflections (en) (2003)
- B.B. King & Friends: 80 (en) (2005)
- One Kind Favor (2008)

### Participations
- 1988 : Rattle and Hum de U2 sur When Love Comes to Town
- 1997 : I got to find me a Woman de Robert Lockwood Jr. (Verve-Polygram) avec Joe Louis Walker
- 1999 : John Henry conte lu par Denzel Washington sur une musique originale de B.B. King (Rabbit Ears records)
- 2000 : Riding with the king en duo avec Eric Clapton (WEA Records)
- 2001 : Masters de la Guitare (Sony)
- 2010 : Black rock de Joe Bonamassa sur Night Life
- 2010 : Living Proof (Sony) de Buddy Guy sur Stay Around A Little Longer
- 2012 : Live from the underground (Def Jam/Cinematic Music Group) de Big K.R.I.T. sur Praying Man

## Filmographie
Dans ses apparitions cinématographiques, B. B. King interprète son propre rôle, généralement sur scène.
Fictions
- 1968 : For Love of Ivy de Daniel Mann (2 chansons produites par Quincy Jones)
- 1985 : Série noire pour une nuit blanche de John Landis (3 chansons dont celle du générique)
- 1991 : Mariés, deux enfants, série télévisée de Ron Leavitt et Michael Moye (épisode 14 de la saison 5)
- 1993 : Drôles de fantômes de Ron Underwood
- 1993 : Mr. Bluesman, film allemand de Sönke Wortmann (apparition à la fin du film)
- 1995 : Le Prince de Bel-Air, saison 6 épisode 4 : Pappy
- 1998 : Blues Brothers 2000 de John Landis

Documentaires ou captation de concert
- 1971 : Medicine Ball Caravan (We Come For Your Daughters) de François Reichenbach[35]
- 1973 : En remontant le Mississippi (Along the Old Man River), documentaire télévisé de Claude Fléouter et Robert Manthoulis[36]
- 1973 : Le Blues entre les dents (Blues Under the Skin) de Robert Manthoulis
- 1974 : Sing Sing Thanksgiving (B.B. King and Joan Baez in concert at Sing Sing Prison, 1972) de David Hoffman et Harry Willard
- 1997 : When We Were Kings de Leon Gast
- 2004 : La Route de Memphis de Richard Pearce
- 2014 : BB King: The Life of Riley, documentaire de Jon Brewer[37]

Autres
- 1991 : Yakety Yak, Take It Back (en), de Tim Newman et Michael Patterson (vidéo promouvant le recyclage, avec plusieurs stars du rock, du blues et du rap, ainsi que des personnages de dessins animés Warner Bros[38]
- 1992 : Trash Talk, de Tim Newman et Michael Patterson[réf. souhaitée]

Il est interprété par Kelvin Harrison Jr. dans le film Elvis de Baz Luhrmann sorti en 2022.

#### Livres en français
- Sebastian Danchin, B.B. King, Paris, Limon (collection Mood Indigo), 1993, 220 p. (ISBN 2-907224-28-X, présentation en ligne).
- Sebastian Danchin, B.B. King, Paris, Fayard, 2003, 356 p. (ISBN 2-213-61618-3) Avec une bibliographie sur 2 pages et une discographie détaillée sur 28 pages.

#### Livres en anglais
- (en) B.B. King et David Ritz, Blues All Around Me : The Autobiography of B.B. King, Avon Books, 1996, 336 p. (ISBN 0-380-97318-9 et 0380787814).
- (en) B.B. King et Dick Waterman, The B.B. King Treasures : Photos, Mementos & Music from B.B. King's Collection, Virgin Books, 2005, 160 p. (ISBN 978-1-85227-274-6) Includes a 60-min cd of interviews and music.
- (en) Richard Kostelanetz, The B.B. King Reader : 6 Decades of Commentary, Hal Leonard, 2006, 256 p. (ISBN 978-0-634-09927-4, présentation en ligne) Previously published by Music Sales or Schirmer as The B.B. King Companion: Five Decades of Commentary.
- (en) David McGee, There Is Always One More Time, Backbeat Books (Lives in Music), 2005, 352 p. (ISBN 978-0-87930-843-8).
- (en) Joe Nazel, B.B. King : King of the Blues, Melrose (Black American Series), 1998, 190 p. (ISBN 0-87067-792-6).
- (en) Charles Sawyer, The Arrival of B.B. King : The Authorized Biography, Doubleday, 1980, 274 p. (ISBN 0-385-15929-3).
- (en) David Shirley, Everyday I Sing the Blues : The Story of B.B. King, Franklin Watts, 1995, 128 p. (ISBN 978-0-531-11229-8).